# Тетяна Еренфест
Тетяна Павлівна Еренфест, пізніше ван Аарден-Еренфест (нар. 28 жовтня 1905, Відень, Австро-Угорщина — 29 листопада 1984 Дордрехт, Нідерланди) — голландський математик. Тетяна відома своїм внеском у послідовності де Брейна, послідовності Ван дер Корпут і BEST-теоремою. Вона була дочкою Пауля Еренфеста (1880—1933) та Тетяни Олексіївни Афанасьєвої (1876—1964).

## Життєпис
Тетяна Еренфест народилася у Відні і провела дитинство в Петербурзі. У 1912 році сім'я переїхала в Лейден, де її батько змінив професора Г. А. Лоренца в Лейденському університеті. До 1917 року вона навчалася на батьківщині, потім вона відвідувала гімназію в Лейдені, яку вона закінчила у 1922 році.
Потім вона вивчала математику і фізику в Лейденському університеті. У 1928 році вона відправилася в Геттінген, де взяла курси у Гаральда Бора і Макса Борна. 8 грудня 1931 року вона здобула докторський ступінь у Лейдені. Після цього вона ніколи не працювала і не мала будь-яку академічну посаду. Слід зазначити, що Лейденський університет отримав свою першу студентку в 1873 році, таким чином, Тетяна здобула ступінь доктора за 58 років після того, що є відносно коротким періодом, якщо дивитися на загальний час роботи університету (заснований у 1575 році). Можливо, це була причина, чому Тетяна ніколи не мала академічної позиції.
Під час шлюбу вона змінила своє ім'я на Таню ван Аарден-Еренфест.

## Сім'я
Тетяна Еренфест була дочкою видатного математика і фізика Тетяни Олексіївни Афанасьєвої, яка разом зі своїм чоловіком — Паулєм Еренфестом, батьком Тетяни Еренфест, написала знаменитий огляд роботи Людвіга Больцмана. Вона також проводила широкомасштабні дослідження з науки про викладання, випадковості та ентропії і співпрацювала зі своїм чоловіком протягом усієї своєї продуктивної кар'єри.

## Науковий вклад
Тетяна Еренфест відома своїми зусиллями в кількох математичних роботах:

### BEST-теорема
У теорії графів, що є частиною дискретної математики, BEST-теорема дає формулу добутку кількості ланцюгів Ейлера у орієнтованому графі. Назва є абревіатурою людей, які відкрили теорему, де E означає Еренфест (Ehrenfest).

### Послідовності де Брейна
У комбінаториці k-й елемент послідовності де Брейна (k, n) порядку n є циклічною послідовністю до заданої абетки A розміру k, в якому кожна можлива підпослідовність довжини n з'являється один і тільки один раз як послідовні символи.

### Послідовності Ван дер Корпут (Van der Corput)
Послідовність Ван-дер-Корпута є прикладом найпростішої одновимірної послідовності з низьким відхиленням в діапазоні одиниць; Вперше вона була описана в 1935 році голландським математиком Йоганнесом ван дер Корпутом. Вона побудована шляхом реверсування базового-n-подання послідовності натуральних чисел (1, 2, 3 ,…).